# Zhao Jianbo
Zhao Jianbo (chinesisch 赵剑波, Pinyin Zhào Jiàn Bō; * 27. August 2003 in Dazhou, Provinz Sichuan) ist ein chinesischer Snookerspieler. 2020 qualifizierte er sich über die nationale Tour für das Profisnooker.

## Karriere
Bereits als 13-Jähriger durfte Zhao Jianbo an der U18-Weltmeisterschaft im eigenen Land teilnehmen und erreichte immerhin die Hauptrunde. Im Jahr darauf kam er schon ins Viertelfinale und bei der U21-WM wurde er erst im Halbfinale vom späteren Sieger Wu Yize knapp mit 5:4 gestoppt. Die Asienmeisterschaft in der Altersklasse U21 Ende April 2019 war dann sein erstes großes Turnier im Ausland. In Indien holte er sich mit 15 Jahren seinen ersten internationalen Jugendtitel durch einen 6:3-Sieg gegen den früheren U18-Weltmeister Cheung Ka Wai aus Hongkong.
In der darauf folgenden Saison bekam er bei allen drei in China ausgetragenen Turnieren der Profitour eine Wildcard. Nur bei der China Championship kam er wegen einer Absage kampflos ins Hauptturnier, sonst verlor er alle Spiele gegen die Profispieler. Beim Haining Open, einem chinesischen Pro-Am-Turnier, gelang ihm aber ein 4:3-Sieg über Craig Steadman. Dazu spielte er auch weiter erfolgreich Amateurturniere. Bei der U21-Weltmeisterschaft traf er im Finale auf seinen Landsmann Pang Junxu und holte sich mit 6:1 seinen zweiten internationalen Jugendtitel. Er und Pang waren gleichzeitig die beiden besten Spieler der CBSA China Tour, die noch keine Main-Tour-Profis waren. Dadurch qualifizierten sie sich auch für die folgenden beiden Spielzeiten für die Profitour.
Die Saison 2020/21 begann er mit einem Sieg gegen Ricky Walden, auch in den anderen beiden Spielen der ersten Championship-League-Gruppe blieb er ungeschlagen und verpasste nur knapp das Weiterkommen. Bei den English Open besiegte er Michael White und bei den Northern Ireland Open erreichte er nach einem Sieg über den Weltranglisten-11. Stuart Bingham sogar Runde 3. Beim dritten Home-Nations-Turnier, den Scottish Open, besiegte er mit seinem Landsmann Zhao Xintong einen weiteren Top-32-Spieler und kam ebenfalls in die dritte Runde. Ein drittes Mal stand dieses Ergebnis bei den Gibraltar Open zu Buche.
Zhao startete in seine zweite Profisaison mit einem Sieg und zwei Unentschieden in der Championship League, womit er den zweiten Platz seiner Gruppe belegte und damit nur knapp die Qualifikation für die nächste Runde verpasste. Die weitere Saison verlief aber deutlich schlechter. Von weiteren 15 Spielen konnte er nur vier gewinnen. Am Ende verpasste er mit Platz 86 auf der Weltrangliste eine direkte Qualifikation für die nächste Saison deutlich. Der junge Chinese versuchte jedoch direkt, über die Q School seine Profikarriere zu verlängern. Zwar erreichte er bei gleich zwei der drei Events das entscheidende Spiel, unterlag aber jeweils. Somit wurde er im Sommer 2022 wieder zum Amateurspieler. Allerdings war der Erstplatzierte der sogenannten Q School Order of Merit und erhielt so die Chance, per Wildcard an einigen Profiturnieren der nächsten Saison teilzunehmen.
Im Juni 2023 wurde Zhao aufgrund der Teilnahme an illegalen Ergebnisabsprachen („Match-Fixing“) von der World Professional Billiards & Snooker Association bis zum 7. April 2025 suspendiert. Er hatte sich schuldig bekannt und dadurch eine geringere Strafe erhalten als zunächst vorgesehen.